# Hemisus wittei
Hemisus wittei är en groddjursart som beskrevs av Laurent 1963. Hemisus wittei ingår i släktet Hemisus och familjen Hemisotidae. IUCN kategoriserar arten globalt som otillräckligt studerad. Inga underarter finns listade i Catalogue of Life.